# Hypena plebeius
Hypena plebeius är en fjärilsart som beskrevs av Rothschild 1920. Hypena plebeius ingår i släktet Hypena och familjen nattflyn. Inga underarter finns listade i Catalogue of Life.